# Naubolus posticatus
Naubolus posticatus là một loài nhện trong họ Salticidae.
Loài này thuộc chi Naubolus. Naubolus posticatus được Eugène Simon miêu tả năm 1901.